# Polinezia Franceză
Polinezia Franceză (franceză Polynésie Française, tahitiană: Pōrīnetia Farāni) este o Colectivitate de peste mări franceză ce are denumirea particulară de țară de peste mări (franceză pays d'outre-mer). Este situată în Oceanul Pacific și este alcătuită din mai multe insule polineziene, cea mai renumită fiind Tahiti, care este totodată și cea mai populată și capitala colectivității este situată pe aceasta. Insulele sunt împrăștiate pe o suprafață de 2.500.000 km² de ocean. Insula Clipperton, cu toate că nu face parte integrantă din teritoriu, este administrată de către reprezentantul guvernului francez de la Papeete.

## Politică
Polinezia Franceză are un statut special în cadrul colectivităților franceze de peste mări. Este organizată ca o democrație parlamentară reprezentativă, cu un parlament și un guvern, al cărui șef poartă titlul de Președinte al Polineziei Franceze. Între 1946 și 2003 a avut statutul de teritoriu de peste mări. În 2003, în urma reformei constituționale franceze, a devenit colectivitate de peste mări cu puteri sporite, iar din 2004 poartă titlul special de țară de peste mări pentru a sublinia statutul larg de autonomie de care se bucură.
Parlamentul este unicameral și este compus din 57 de membri aleși pe o perioadă de 5 ani prin sufragiu universal. Alegerile se desfășoară în 6 circumscripții, iar în urma ultimelor alegeri din 2005, în parlament sunt reprezentate 3 grupuri, din care 2 sunt alianțe de partide politice. Guvernul francez este reprezentat în Polinezia Franceză de un înalt comisar al republicii. În ciuda largii autonomii, apărarea și ordinea publică sunt asigurate de forțe franceze, armata franceză având numeroase baze în Polinezia, aceasta fiind locul de desfășurare a majorității testelor nucleare franceze.
Limba franceză este singura limbă oficială, utilizată în administrație, justiție și învățământ, limbile native polineziene sunt predate în școli și pot fi utilizate în administrație atâta timp cât există și traducerea franceză. În Tahiti există din 1987 și o universitate: Université de la Polynésie Française, cu aproximativ 2000 de studenți.

## Diviziuni administrative
Polinezia Franceză conține 5 subdiviziuni administrative (franceză subdivisions administratives) fiecare formate din mai multe grupuri de insule:
- Insulele Vântului (franceză: Îles du Vent) parte din Arhipelagul Societății (franceză archipel de la Société), și situate în partea de est-sud-est a arhipelagului. Cele mai cunoscute insule sunt:
  - Tahiti - cea mai mare și cea mai populată insulă din Polinezia Franceză;
  - Insula Moorea;
  - Insulele Maiao, Mehetia și atolul Tetiaroa;
- Insulele sub Vânt (franceză: Îles Sous-le-Vent) și ele parte din Arhipelagul Societății și situate în partea de vest-nord-vest a arhipelagului. Cele mai cunoscute insule sunt: 
  - Bora Bora și Maputi;
  - Huahine;
  - Raiatea, cea mai mare insulă din subdiviziune;
  - Tahaa, situată în aceeași lagună cu Raiatea;
  - atolurile Motu One, Maupihaa, Manuae și Tupai;
- Insulele Marchize (franceză: Îles Marquises), situate în nord-estul Polineziei Franceze, cele mai apropiate de Hawaii și la est de Kiribati.  Cele mai cunoscute insule sunt:
  - grupul din nord, în jurul insulei Nuku Hiva, a treia ca mărime din Polinezia Franceză;
  - grupul din sud, în jurul insulei Hiva Oa;
- Insulele Australe (franceză: Îles Australes), în sudul Polineziei Franceze, compusă din două arhipelaguri:
  - Insulele Tubaï situate în sud-vest, la estul insulelor Cook;
  - Insulele Bass, cele mai sudice ale Polineziei Franceze;
- Insulele Tuamotu-Gambier, cea mai întinsă subdiviziune, situată în centrul și estul Polineziei Franceze. Este compusă din două arhipelaguri:
  - Insulele Tuamotu, un arhipelag compus din 84 de insule, recife și atoluri, ce se întinde din nord-vestul Polineziei Franceze în estul acesteia, organizate sub forma a 17 comune. Sunt formate din mai multe grupuri:
    - Insulele Regelui George, în nord-vest;
    - Insulele Palliser, la sud de precedentele;
    - Insulele Raeffsky, în centrul arhipelagului;
    - Insulele Dezamăgirii, în nord-estul arhipelagului;
    - un grup de insule și atoluri distanțate aflate în centru (Marokau-Ravahere, Hao, Amanu și Vahitahi) și în nord-est(Fangatau, Fakahina, Tatakoto, Pukarua, Reao);
    - Insulele Ducelui de Gloucester, în sud-vestul arhipelagului;
    - insulele din grupul Acteon și atolurile Mururoa și Fangataufa în sud-est. Acestea din urmă sunt în curs de retrocedare către autoritățile civile;

  - Insulele Gambier în sud-estul Polineziei Franceze, cele mai apropiate de insulele Pitcairn;

## Economie
Polinezia Franceză are o economie moderat dezvoltată, dependentă de turism, importuri de bunuri și de ajutoarele primite de la statul francez. Facilități turistice sunt dezvoltate pe cele mai importante insule, veniturile din turism reprezentând 13% din PIB. Perlicultura s-a dezvoltat în ultimii ani, actualmente exportul de perle negre de Tahiti fiind foarte important. Moneda utilizată este francul CFP care este fixată de Euro la un curs de 0.00838 euro pentru un franc CFP.